# Vatne, Møre og Romsdal
Vatne är en tätort i Harams kommun (2020-2023 Ålesunds kommun) i Møre og Romsdal fylke i västra Norge. Orten är belägen vid fylkesväg 661, mellan Vatnefjorden och Vatnevatnet.
Tidigare har orten utgjort centralort i dåvarande Vatne kommun.